# 마이나스

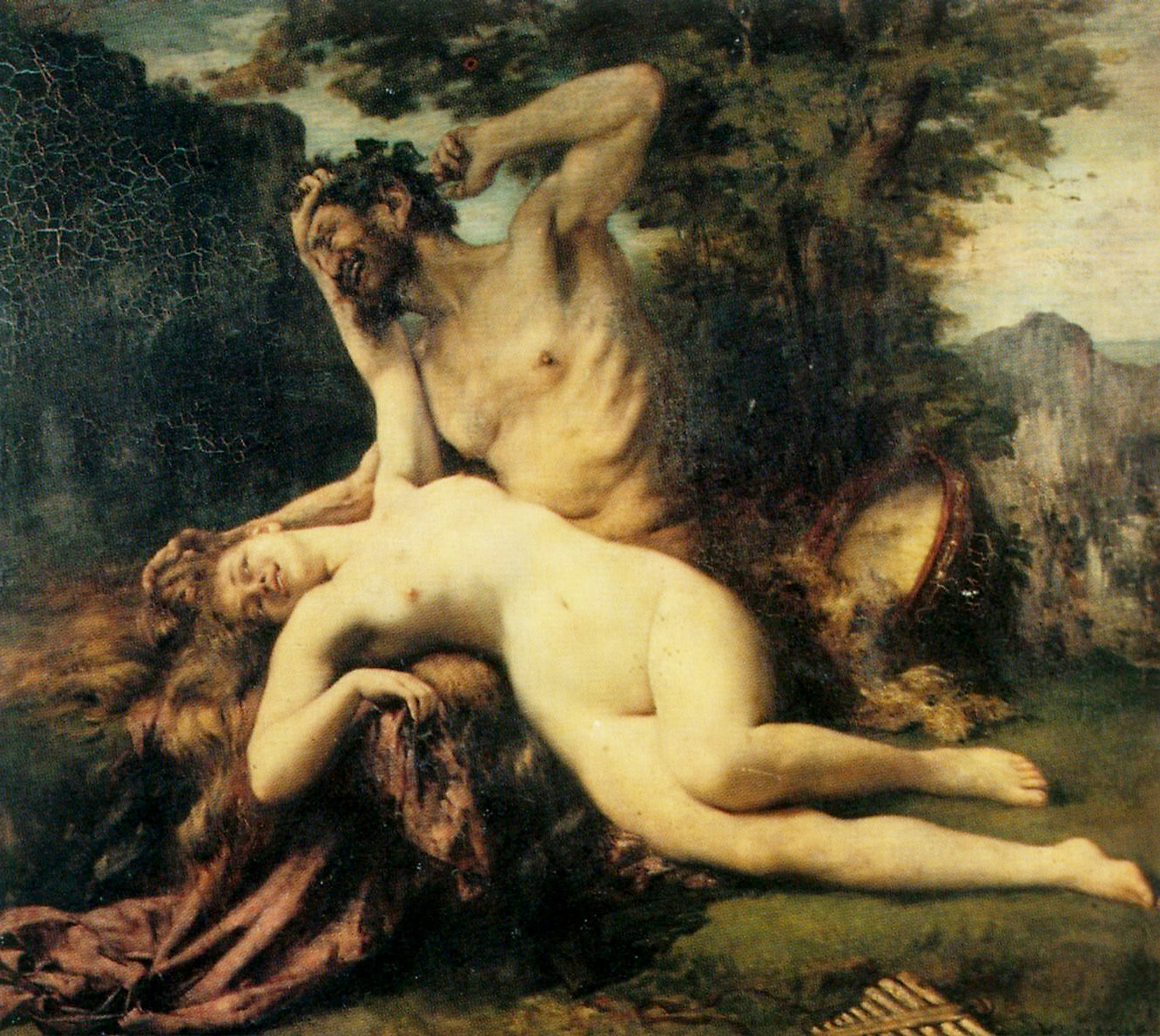

마이나스(Maenads)는 그리스 신화의 Maenad(영어 표기)에다 복수(plural)을 나타내려 "s"를 덧붙였는데 디오니소스를 모시는 여사제들을 일컫는다. 로마 신화에서는 Bacchantes (영어임. Bacchante의 복수)라 한다. 테베에서 지내던 제사 때 그들의 존재가 시작되었다고 한다. 디오니소스 제전이 되면 평소에 하던 남편과 아이들 뒷바라지로 억눌렸던 감정을 다 표출해버리며, 광적 상태에 접어 든다 한다. 신화 디오니소스에 나오는 프리기아 나라의 임금 미다스 (Midas)와는 영어식으로 발음이 비슷하여 혼동될 수 있다.